# Systropus maccus
Systropus maccus är en tvåvingeart som först beskrevs av Günther Enderlein 1926.  Systropus maccus ingår i släktet Systropus och familjen svävflugor. Inga underarter finns listade i Catalogue of Life.